# Teonoe (figlia di Proteo)
Teonoe (in greco antico: Θεονόη?, Theonòē) o  Eido o Eidotea o Idotea o Eurinome è un personaggio della mitologia greca. Era una ninfa del mare ed una sacerdotessa egiziana.

## Genealogia
Figlia di Proteo e Psamate. Non risulta essere madre o sposata.

## Mitologia
Il suo nome di battesimo era Eido, ma avendo ricevuto in eredità dal nonno Nereo il dono della profezia, gli fu dato in seguito il nome di Teonoe.
Si era innamorata di Canopo il timoniere di Menelao, morto in Egitto in seguito al morso di un serpente e sempre a Menelao rivelò come fare per catturare ed interrogare Proteo (suo padre) e conoscere la rotta da seguire per ritornare a Sparta.
Nell'Elena di Euripide, Teonoe aiuta Elena stessa (insidiata da Teoclimeno, fratello di Teonoe e sovrano d'Egitto) a fuggire insieme al marito Menelao. Teonoe non rivela al fratello la presenza in Egitto del marito di Elena e nemmeno il loro proposito di fuggire. Scoperto l'inganno, il re vorrebbe uccidere la propria sorella, ma l'intervento dei Dioscuri placa la sua ira.
Probabilmente si può identificare con la ninfa del mare Cabeiro.